# Port-Valais
Port-Valais (frankoprovensalska: Pôrt-Valês/Prât-Valês) är en kommun i distriktet Monthey i kantonen Valais, Schweiz. Kommunen har 4 485 invånare (2023).
Kommunens huvudort är Bouveret vid floden Rhônes mynning i Genèvesjön. I kommunen finns även den mindre orten Les Évouettes.